# South Miami Heights
South Miami Heights es un lugar designado por el censo ubicado en el condado de Miami-Dade en el estado estadounidense de Florida. En el Censo de 2010 tenía una población de 35.696 habitantes y una densidad poblacional de 2.790,5 personas por km².

## Geografía
South Miami Heights se encuentra ubicado en las coordenadas 25°35′18″N 80°23′9″O / 25.58833, -80.38583. Según la Oficina del Censo de los Estados Unidos, South Miami Heights tiene una superficie total de 12.79 km², de la cual 12.65 km² corresponden a tierra firme y (1.09%) 0.14 km² es agua.

## Demografía
Según el censo de 2010, había 35.696 personas residiendo en South Miami Heights. La densidad de población era de 2.790,5 hab./km². De los 35.696 habitantes, South Miami Heights estaba compuesto por el 67.18% blancos, el 24.29% eran afroamericanos, el 0.2% eran amerindios, el 1.49% eran asiáticos, el 0.01% eran isleños del Pacífico, el 3.7% eran de otras razas y el 3.12% pertenecían a dos o más razas. Del total de la población el 67.96% eran hispanos o latinos de cualquier raza.